# 2012年ロンドンオリンピックの自転車競技・男子チームスプリント
2012年ロンドンオリンピックの自転車競技・男子チームスプリントは、8月2日、ヴェロパークで行われた。

## 概要
参加予定チームは10。日本は、渡邉一成、新田祐大、中川誠一郎の3名で挑んだ。

### タイムテーブル
- 時:分は現地時間[2]

| 日  | 時:分 | 種別  |
| --- | ----- | ----- |
| 8/2 | 16:15 | 予選  |
| 8/2 | 17:46 | 1回戦 |
| 8/2 | 18:15 | 決勝  |

## 成績

### 予選
- 上位8チームが1回戦へ進出[3]。

| 順位 | 選手名                                                                                                  | 時間                |
| ---- | --- | ------------------- |
| 1    | フィリップ・ヒンデス クリス・ホイ ジェイソン・ケニー イギリス (GBR)                                     | 43秒065＝五輪新記録 |
| 2    | グレゴリー・ボジェ ミカエル・ダルメダ ケヴィン・シロー フランス (FRA)                                   | 43秒097             |
| 3    | マシュー・グレーツァー シェーン・パーキンス スコット・サンダーランド オーストラリア (AUS)               | 43秒377             |
| 4    | セルゲイ・ボリソフ デニス・ドミトリエフ セルゲイ・クチェロフ ロシア (RUS)                               | 43秒681             |
| 5    | レネ・エンダース ローベルト・フェルステマン マキシミリアン・レヴィ ドイツ (GER)                         | 43秒710             |
| 6    | 成昌松 張磊 張淼 中国 (CHN)                                                                             | 43秒751             |
| 7    | エドワード・ドーキンス イーサン・ミッチェル サイモン・ヴァン・ヴェルトホーヴェン ニュージーランド (NZL) | 44秒175             |
| 8    | 中川誠一郎 新田祐大 渡邉一成 日本 (JPN)                                                                 | 44秒324             |
| 9    | エルソニ・カネロン セサル・マルカノ アンヘル・プルガル ベネズエラ (VEN)                                 | 44秒654             |
| 10   | マツィエイ・ビエレツキ カミル・クチィンスキ ダミアン・ジエリンスキ ポーランド (POL)                     | 44秒712             |

### 1回戦
- 勝者（上段）がメダル決定戦へ進出。敗者（下段）は表記の通り順位確定。
- 勝者の中で、タイム1位と2位は決勝へ。同3位と4位は3位決定戦へ。[4]

| レースNo. | チーム           | 時間                | 順位 |
| --------- | ---------------- | ------------------- | ---- |
| 1         | ドイツ           | 43秒178             | 3    |
| 1         | ロシア           | 43秒909             | 7    |
| 2         | オーストラリア   | 43秒261             | 4    |
| 2         | 中国             | 43秒505             | 6    |
| 3         | フランス         | 42秒991             | 2    |
| 3         | ニュージーランド | 43秒495             | 5    |
| 4         | イギリス         | 42秒747＝世界新記録 | 1    |
| 4         | 日本             | 43秒964             | 8    |

### メダル決定戦

#### 3位決定戦
| チーム         | 時間    | 順位 |
| -------------- | ------- | ---- |
| ドイツ         | 43秒209 | 3    |
| オーストラリア | 43秒355 | 4    |

#### 決勝
| チーム   | 時間                | 順位 |
| -------- | ------------------- | ---- |
| イギリス | 42秒600＝世界新記録 | 1    |
| フランス | 43秒013             | 2    |

## 最終順位
| 順位 | 選手名                                                                                                  |
| ---- | --- |
| 1    | フィリップ・ヒンデス クリス・ホイ ジェイソン・ケニー イギリス (GBR)                                     |
| 2    | グレゴリー・ボジェ ミカエル・ダルメダ ケヴィン・シロー フランス (FRA)                                   |
| 3    | レネ・エンダース ローベルト・フェルステマン マキシミリアン・レヴィ ドイツ (GER)                         |
| 4    | マシュー・グレーツァー シェーン・パーキンス スコット・サンダーランド オーストラリア (AUS)               |
| 5    | エドワード・ドーキンス イーサン・ミッチェル サイモン・ヴァン・ヴェルトホーヴェン ニュージーランド (NZL) |
| 6    | 成昌松 張磊 張淼 中国 (CHN)                                                                             |
| 7    | セルゲイ・ボリソフ デニス・ドミトリエフ セルゲイ・クチェロフ ロシア (RUS)                               |
| 8    | 中川誠一郎 新田祐大 渡邉一成 日本 (JPN)                                                                 |
| 9    | エルソニ・カネロン セサル・マルカノ アンヘル・プルガル ベネズエラ (VEN)                                 |
| 10   | マツィエイ・ビエレツキ カミル・クチィンスキ ダミアン・ジエリンスキ ポーランド (POL)                     |